# Édouard Claparède
Edouard Claparède (Ginevra, 24 marzo 1873 – Ginevra, 29 settembre 1940) è stato uno psicologo e pedagogista svizzero.

## Biografia
Figlio di un pastore protestante e nipote di René Edouard Claparède (1832-1871), dopo varie incertezze si orientò verso la "nuova psicologia".
Nel 1897 si laureò in Medicina a Ginevra e studiò poi Neurologia alla Salpêtrière.
Presto, però, si volse al campo psicopedagico, e nel 1901 lanciò in una conferenza alla Société médicale di Ginevra la formula poi fortunata della "scuola su misura". Metteva cioè in evidenza l'importanza dell'insegnamento individualizzato, della valutazione qualitativa delle attitudini del bambino, esigenza che in lui derivava dall'enorme rispetto per i diritti della persona a formarsi individualmente nel modo che più le si addice. Studiò allora la teoria del gioco di Karl Groos e si spostò definitivamente da una concezione fisiologica ad una biologica dei fenomeni psichici, divenendo da allora il maggior rappresentante europeo del "funzionalismo", già sviluppato negli U.S.A. dalla scuola di Chicago. In tal modo Claparède legava strettamente la nascita dell'educazione nuova (scuola attiva) alla psicologia, cioè a una conoscenza dinamica dello sviluppo psichico del bambino. Ciò determinò lo sviluppo della pedagogia scientifica, che analizzava i fatti educativi avvalendosi dell'osservazione metodica.
Già fondatore nel 1901 con il cugino Théodore Flournoy dei noti Archives de Psychologie, lo scienziato, nel 1912, fondò con Pierre Bovet a Ginevra il celeberrimo Istituto Jean-Jacques Rousseau, destinato a divenire il centro di coordinamento mondiale delle ricerche di psicologia evolutiva e delle esperienze educative attivistiche. Professore nel 1915 di psicologia sperimentale presso l'Università di Ginevra, Claparède ha esercitato un'azione vivificatrice non soltanto nel campo dell'attivismo pedagogico e della psicopedagogia, ma anche in quello della psicologia. Tra i suoi scritti numerosissimi ricorderemo L'associazione di idee (1904), Psicologia del bambino e pedagogia sperimentale (1909), La scuola su misura (1920), L'educazione funzionale (1931), La genesi dell'ipotesi (1934).
Edoaurd Claparède sposò Hélène Spir, figlia unica del filosofo russo African Spir, ed ebbero un figlio, Jean-Louis.

## La legge della presa di coscienza
La legge della presa di coscienza o legge di Claparède, consiste nell'aver dimostrato sperimentalmente che la presa di coscienza di una differenza precede la coscienza di una similitudine, questa legge fu successivamente completata da Jean Piaget con la legge dello spostamento o del trasferimento.
Questa legge contribuisce a spiegare l'effetto delle esperienze correttive che notoriamente hanno la conseguenza di creare nuove consapevolezze ovvero insight.